# Маза (верхний приток Терешки)
Ма́за — река в Радищевском районе Ульяновской области. Является левым верхним притоком реки Терешка. Длина реки составляет 19,8 км, по другим данным — 22 км. Площадь бассейна — 199 км². Имеет 8 небольших притоков. Впадает в Терешку в посёлке Радищево.

## Описание
Половодье бурное, приходится на апрель. Межень резко выражена. В приустьевой части ширина реки 6-15 м при глубине 0,7-1,8 м. Питание реки смешанное. Долина асимметричная, есть одна надпойменная терраса и пойма с меандрирующим руслом. Речная вода используется в целях сельского хозяйства, рыбоводства и водоснабжения.

## Данные водного реестра
По данным государственного водного реестра России относится к Нижневолжскому бассейновому округу, водохозяйственный участок реки — Терешка от истока и до устья. Речной бассейн реки — Волга от верховий Куйбышевского вдхр. до впадения в Каспий.
Код объекта в государственном водном реестре — 11010001912112100010301.

## Этимология
Название образовано от мордовского слова «мазя», что означает мелководная река.